# Blackwell (Texas)
Blackwell je město v okresech Nolan County a Coke County ve státě Texas ve Spojených státech amerických. V roce 2020 zde žilo 258 obyvatel a s celkovou rozlohou 1,5 km² byla hustota zalidnění 168,5 obyvatel na km².